# والتر (لاعب كرة قدم)
والتر (بالبرتغالية: Walter Leandro Capeloza Artune‏) هو لاعب كرة قدم برازيلي في مركز حراسة المرمى، ولد في 18 نوفمبر 1987 في ساو باولو في البرازيل. لعب مع نادي كاشياس دو سول ونادي كورينثيانز ونادي نوفو هامبورغو.

## وصلات خارجية
- والتر (لاعب كرة قدم) على موقع قاعدة بيانات كرة القدم.إي يو (الإنجليزية)
- والتر (لاعب كرة قدم) على موقع Soccerway.com (الإنجليزية)
- والتر (لاعب كرة قدم) على موقع عالم كرة القدم.نت (الإنجليزية)
- والتر (لاعب كرة قدم) على موقع AS.com (الإسبانية)